# François Vigorie
François Vigorie, né le 24 mars 1953 à Gujan-Mestras et mort le 21 décembre 2016, à Paris, est un artiste plasticien français.

## Biographie
François Vigorie est issue en ligne directe d'une vieille famille corrézienne (la famille (de) Bigorie). Fils d'un père ingénieur et d'une mère assistante d'avocat, François Vigorie fut écolier de l'école Saint-Benoît dans le sixième arrondissement, il finit par étudier au Lycée Montaigne avant d'entrer à Henri IV à Paris. Il étudia ensuite l'ingénierie industrielle au sein de l'école Violet à Paris dans le quinzième arrondissement.
Très vite il décida de se former aux métiers d'arts et devint encadreur, restaurateur d'objets d'arts et se confronta aussi à l'ornementation vitrière et au travail au jet de sable. C'est dans cette courte période qu'il mit au point sa propre technique artistique pour travailler le verre industriel et le cristal d'optique en réalisant de la sculpture transparente grâce à sa technique novatrice de taille directe au jet de sable. Sa lance de sable sous pression métamorphose le burin et impose une nouvelle écriture plastique pour travailler l'objet, le mobilier ou l'architecture. Quatre années après avoir créé son univers expressif, il est connu du grand public en 1982 avec l'exposition « New Glass - Verriers contemporains » qui regroupe des artistes internationaux au musée des Arts décoratifs à Paris. Puis s'ensuivra de nombreuses expositions, ventes aux enchères ,, publications et reportages télévisés qui permettent aujourd'hui à François Vigorie d'être présent dans de nombreuses collections privées et publiques à l'international,.

## Sélection d'expositions

### Expositions personnelles
- (1982-1994) En permanence pendant douze années Atelier/Galerie "Transparence" Paris[11],[12], France
- (1982) Galerie Arcadie Lyon, France
- (1984) Galerie Capaza Nançais, France
- (1985) Galerie Quartz Paris, France
- (1986) Musée du verre Charleroi, Belgique
- (1987) Restaurant Yvan Paris, France
- Galerie Varnier Paris, France
- (1988) Galerie Sophiane Paris, France
- Galerie Ariane Été Deauville, France
- (1991) Salon Optica Paris, France
- (1993) Mairie du 7e Paris, France
- (1994) Chapelle Saint Libéral Brive-la-Gaillarde, France
- (1997) Galerie Saint Boniface Ussel, France
- (1998) Espace transparence Limoges, France
- (2003) Galerie La Rotonde Paris, France
- (2006) Galerie Panijel Paris, France
- (2008) Galerie Marie-Claude Goinard Paris, France
- (2011-2012) Le Chabichou Courchevel 1850, France
- (2015) Mairie du 6e Paris, France [13],[14]
- (2018) Hôtel de Crillon, A Rosewood Hotels Paris France
- Galerie Magali Nourissat, Paris, France
- (2019) Hôtel de Ville de Saint-Mandé, Saint-Mandé, France
- (2021) Orangerie du Jardin du Luxembourg, Paris, France

### Expositions collectives
- (1982) "New Glass Verriers contemporains" Musée des Arts décoratifs Paris, France
- Galerie Handwerkskammer Koblenz, Allemagne
- "Les années 80" Drouot Paris, France
- Art Objet Grand Palais Paris, France
- (1983) Entrepôts Lainé Bordeaux, France
- Salon Exempla Munich, Allemagne
- (1984) Galerie Paskine de Gignoux Strasbourg, France
- (1985) "Art du Verre" Musée des Beaux-arts Rouen, France
- Couvent des Urbanistes Fougères, France
- (1986) Galerie Ho Ham Séoul, Corée
- Hôtel de Sens Paris, France
- (1988) Bahnhof Rolandsenk Rolandsenk, Allemagne
- (1989) Sélection du FRAC Haute-Normandie France
- Carré des Arts Parc Floral Paris, France [15]
- (1990) Palais Bénédictine Haute-Normandie, France
- Galerie du Port Montreux, Suisse
- Glass Art Galery Toronto, Canada
- (1991) Couvent des Cordeliers Paris, France
- (1992) Galerie Annie Chevalley Genève, Suisse
- (1993) Fondation Septentrion Marc en Baroeuil, France
- Galerie Anne-Marie Galland Paris, France
- Salon d'Automne Grand Palais Paris, France
- (1994) Forum des Arts Plastiques Les Ulis, France
- Galerie Anne-Marie Galland Paris, France
- (1995) Galerie N.Namy-Caulier Paris, France
- (1996) L'Art au marché Saint-Cloud, France
- (1997) Théâtre municipal Brive-la-Gaillarde, France
- Galerie Saint-Boniface, Ussel, France
- "Grands et jeunes d'aujourd'hui" Espace Eiffel Branly Paris, France
- Galerie Varnier Paris, France
- Galerie Samagra Paris, France
- (1998) Contempory Art Center Schalkwijk, Hollande
- Galerie D.Nick Aubais, France
- (1999) "Cet été, menez la vie de château" Sédières, France
- Galerie l’Éclat du verre Paris, France
- Maison des Monédières Corrèze, France
- Salon d'Automne Pavillon du Verdurier Limoges, France
- (2000) Galerie l’Éclat du verre Paris, France
- Festival de la Vézère Mairie de Saint-Robert, France
- (2001) Galerie Samagra Paris, France
- (2003) Galerie La Rotonde Paris, France
- (2005-2007) Galerie Internationale du verre Biot, France
- (2007) 15 squares de Vergennes Paris, France
- Galerie Marie-Claude Goinard Paris, France
- (2008) ART FAIR Lille, France
- Galerie M-C Goinard Paris, France
- Invité d'honneur aux Peintres du Josas Jouy-en-Josas, France
- (2009) Galerie M-C Goinard Paris, France
- Galerie FJ Paris, France
- (2010) Festival Mille et une Notes en Limousin Saint-Robert, France [16]
- Galerie M-C Goinard Paris, France
- (2011) Jas de la Rimade Carcès, France
- (2011) Fondation Villa Datris, L'Isle-sur-la-Sorgue, France [17]
- Galerie du Château Hôtel de Nieul Charentes, France [18]
- "La noblesse du verre" AG2R La Mondiale Paris, France
- FRAC Haute Normandie Musée municipal de Louvriers, France
- (2012) Galerie Schwab Beaubourg Paris, France [19]
- (2013) 2e Biennale du verre Colombes, France [20]
- (2014) Musée municipal d'Art et d'Histoire Colombes, France
- (2015) Collection Villa Datris Paris, France
- (2016) Musée du verre Conches, France [21],[22]

## Collections

### Collections privées
Corning France, Agence Lintas Paris, Collection Irvin J.Borowsky-Laurie Wagman (Philadelphie, États-Unis), SA Canard du Midi (Lot), Collection 15 Square de Vergennes Paris, Hôtel Warwick (Champs Élysée Paris), Villa Datris Fonds pour la sculpture contemporaine 

### Collections publiques
Musée des Arts Décoratifs de Paris , Musée des Beaux Arts de Bordeaux, Musée du Verre de Sars Poterie, Musée du verre de Charleroi (Belgique), Musée des Beaux Arts de Rouen, Museum of Art (Tokyo, Japon), Musée Nationale de Sèvres, FRAC Haute Normandie 

## Réalisations spécifiques
General Motors (France), cinquantenaire de la concession Opel à Bordeaux, International Welcome Trophy des Relais&Châteaux Möet&Chandon, prix ADAGP Jean-Marie Drot, Table sculpture Hommage à Guillaume Apollinaire pour Les amis de Guillaume Apollinaire (Paris), La Buse du Rocher sur la place de la mairie de Soursac (France), création pour Christofle de pièces pour les arts de la table, grand prix de la communication d'entreprise "La flèche de cristal", "La Clef" Rank Xerox (Montrouge) Trophées Saint-Bacchus pour l'Association de la promotion des vins du Roussillon (Perpignan) et  société Corning France.